# Aztecacris gloriosus
Aztecacris gloriosus är en insektsart som först beskrevs av Morgan Hebard 1935.  Aztecacris gloriosus ingår i släktet Aztecacris och familjen gräshoppor. Inga underarter finns listade i Catalogue of Life.